# Lispe lisarba
Lispe lisarba är en tvåvingeart som beskrevs av John Otterbein Snyder 1949. Lispe lisarba ingår i släktet Lispe och familjen husflugor. Inga underarter finns listade i Catalogue of Life.